# Fernando Santís
Augusto Fernando Santís Ahumada (* 10. Januar 1958 in Casablanca) ist ein ehemaliger chilenischer Fußballspieler. Der Stürmer nahm an den Olympischen Spielen 1984 teil.

## Karriere

### Verein
Fernando Santís begann seine Karriere 1978 bei San Antonio Unido und spielte bis 1982 für Klubs aus der Segunda División. 1983 wechselte er von Unión La Calera in die Primera División zum CD Magallanes. Mitte 1984 zog es ihn nach Spanien, wo er sich gemeinsam mit Landsmann Jorge Contreras UD Las Palmas anschloss. Nach einer Leihe 1985 in seine Heimat zu Universidad Católica verbrachte er seine letzten Karrierejahre in Portugal beim Portimonense SC und in Spanien beim FC Cartagena. 2025 wurde er in Cartagena Trainer der Reservemannschaft.

### Nationalmannschaft
Mit der Olympia-Auswahl nahm Santís an den Olympischen Spielen 1984 teil und bestritt alle vier Spiele. Nach dem zweiten Platz in der Gruppenphase hinter dem späteren Olympiasieger Frankreich schied Chile im Viertelfinale gegen Italien nach Verlängerung aus.